# ایزدبنگک (استان ماسوویان)
ایزدبنگک (به لهستانی:  Izdebnik) یک روستا در لهستان است که در گمینا گاروولین واقع شده‌است.